# Hans-Peter Haferkamp
Hans-Peter Haferkamp (nacido el 26 de enero de 1966 en Núremberg ) es un historiador del derecho y profesor universitario alemán.

## Biografía
Hans-Peter Haferkamp cursó estudios primarios en Maguncia y Hannover, obteniendo el Abitur (título de estudio que se entrega al final de los estudios secundarios) en 1985. Estudió Derecho en las universidades de Tubinga, Múnich y Bayreuth. De 1993 a 2001 fue asistente de investigación de Rainer Schröder en Bayreuth y Berlín y profesor en Bayreuth, Potsdam y Berlín. Fue becario de la Fundación Alemana de Investigación (Deutsche Forschungsgemeinschaft) entre 2001 y 2002. Recibió el doctorado (Promotion) en la Universidad Humboldt de Berlín en 1994 y la habilitación en la misma institución en 2002 con el trabajo Georg Friedrich Puchta und die »Begriffsjurisprudenz«, publicado en 2004.

## Labor académica
Haferkamp es desde 2003 profesor titular de Derecho civil, historia del Derecho privado moderno e historia del Derecho alemán en la Universidad de Colonia y director del Instituto de Historia del Derecho privado moderno, historia del Derecho alemán y renano. También enseña en la WHU – Otto Beisheim School of Management en Vallendar. Además fue profesor visitante en las universidad de Tartu, la FGV Direito SP Sao Paulo, la universidad de la ciudad de Osaka, la ECUPL Shanghai, la universidad Jilin, la universidad de Napolés Federico II, la universidad de Sevilla y la universidad de Burdeos.
En 2014 fue elegido miembro de la Academia de Ciencias de Renania del Norte-Westfalia .  Es miembro de la Vereinigung für Verfassungsgeschichte (Asociación de Historia Constitucional) y desde 1987 miembro del Corps Suevia Tübingen.

## Publicaciones
Tiene una copiosa producción de escritos con enfoque de investigación en la historia del derecho privado moderno, historia del derecho e historia de la ciencia del derecho de los siglos XIX y XX. Asimismo, es coeditor de los Beiträge zur Rechtsgeschichte des 20. Jahrhunderts. y desde 2012 es coeditor de la nueva edición del Handwörterbuch zur deutschen Rechtsgeschichte.
- Die heutige Rechtsmißbrauchslehre – Ergebnis nationalsozialistischen Rechtsdenkens? Berlin-Verlag Spitz, Berlín1995, ISBN 3-87061-488-9.
- Georg Friedrich Puchta und die Begriffsjurisprudenz. Vittorio Klostermann, Fráncofort del Meno 2004, ISBN 3-465-03327-2.
- Das Bürgerliche Gesetzbuch während des Nationalsozialismus und in der DDR. O. Schmidt, Colonia 2005, ISBN 3-504-65015-X.
- (con Tilman Repgen) (Editor.): Usus modernus pandectarum. Römisches Recht, deutsches Recht und Naturrecht in der frühen Neuzeit. Klaus Luig zum 70. Geburtstag. Böhlau, Colonia/Weimar/Viena 2007, ISBN 978-3-412-23606-9.
- (Editor): Justiz im Krieg. Der Oberlandesgerichtsbezirk Köln 1939–1945. Lit, Berlín/Münster 2012, ISBN 978-3-643-11852-3.
- Die Historische Rechtsschule. Vittorio Klostermann, Fráncofort del Meno. 2018, ISBN 978-3-465-04332-4.
- con Margarete Gräfin von Schwerin (editor): Das Oberlandesgericht Köln zwischen Preußen, Frankreich und dem Rheinland. Böhlau-Verlag, Colonia 2019, ISBN 978-3-412-51313-9
- Wege zur Rechtsgeschichte: Das BGB. utb, Colonia 2022, ISBN 978-3-8252-5818-4.

## Enlaces web
- Prof. Dr. Hans-Peter Haferkamp
- Internetseite des Instituts für Neuere Privatrechtsgeschichte, Deutsche und Rheinische Rechtsgeschichte an der Universität zu Köln